# 愛都大廈

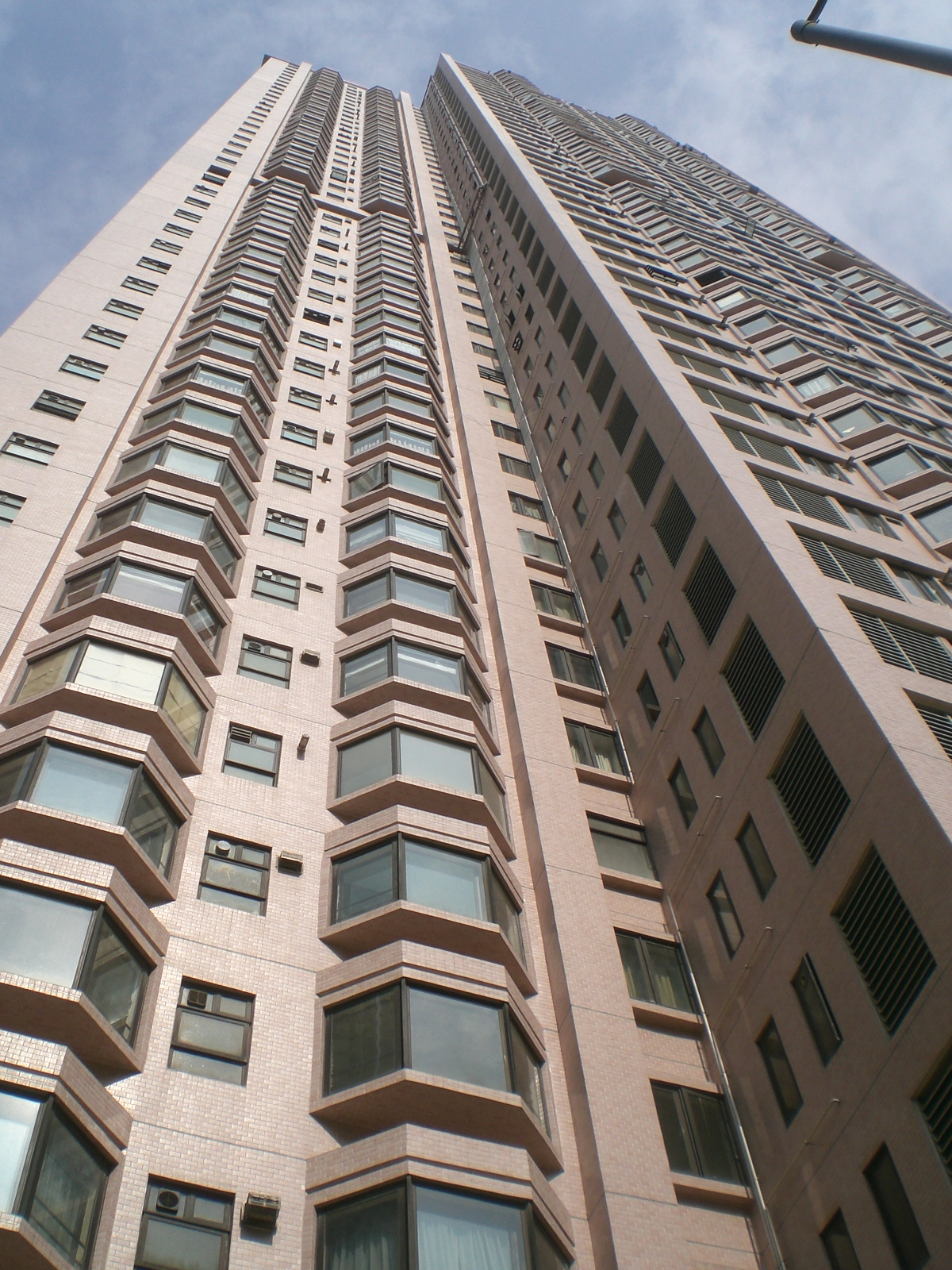
愛都大廈

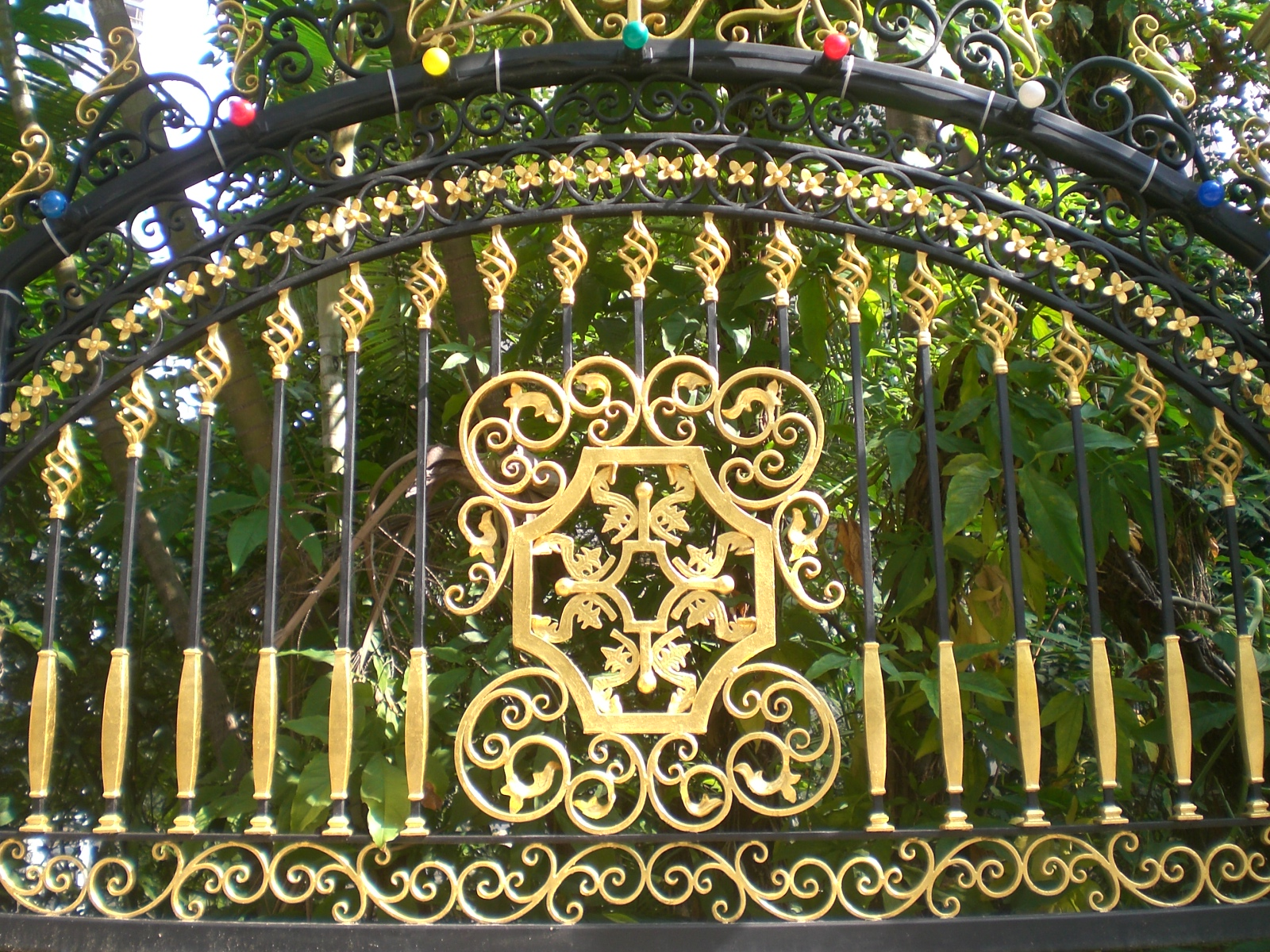
愛都大廈

愛都大廈（英語：Estoril Court）位於香港香港島中半山花園道55號，1983年落成，佔地面積8345平方米，是香港一個私人屋苑豪宅物業，亦是香港首個設隔火層的住宅屋苑。本屋苑自設室內停車場及平台游泳池，由三座44層的樓宇組成，每座樓宇都是一梯兩伙，每伙3347平方呎，每戶四房兩套加工人套房，合共240個單位，每個住宅市值過半億港元，月租10多萬元。所以其住戶都是非富即貴。愛都大廈的地產發展商是由華資地產商長江實業、新世界發展、何添及何善衡家族合組財團，落成之後翌年何添以1.08億元回購愛都大廈43個單位，及67個泊車位出租。 

## 歷史
前身是私人出租屋苑，由何添獨資用145萬向置地購入地皮，於1952年建成入伙，出租予香港政府，供香港高級公務員居住，1979年租予香港政府作宿舍的租約期滿。由何添以3.2億元出售，之後重建。

## 住客
愛都大廈住客：「扒王之王」的李德麟、已故富豪招友全、歌神張學友、藝人林憶蓮、著名律師行胡關李羅的其中一名東主胡寶星等，均曾居住或仍是大廈的住客。民政事務局前局長何志平也是大廈住客。

## 鄰近

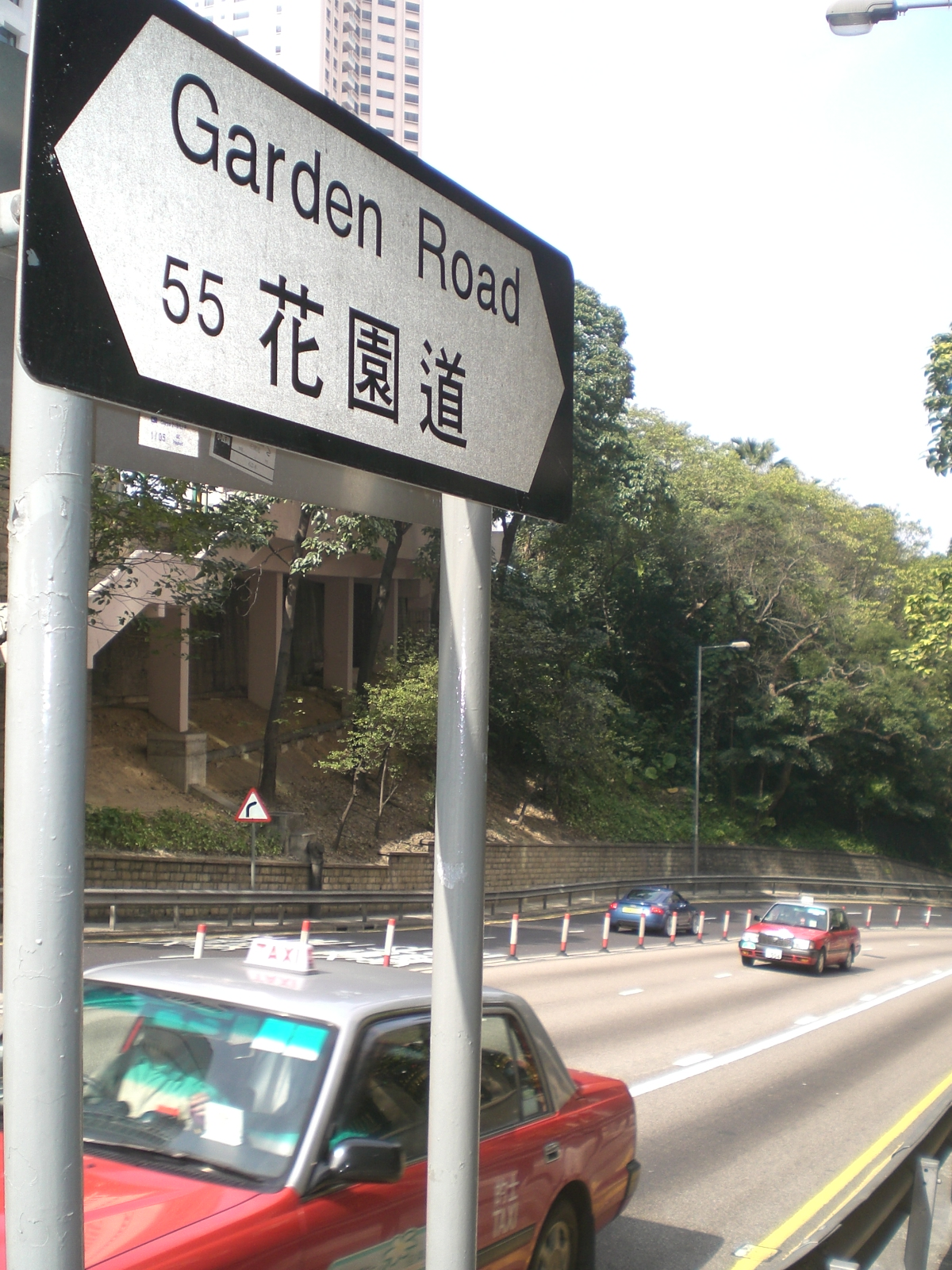
花園道55號

- 麥當勞道
- 山頂纜車
- 堅尼地道
- 聖保羅男女中學
- 寶雲道